# Peter Molt
Peter Molt (* 11. September 1929 in Stuttgart) ist ein deutscher Politikwissenschaftler, der insbesondere für seine Tätigkeit in der Entwicklungszusammenarbeit und als Afrika-Experte bekannt geworden ist.

## Leben
Als Sohn von Elisabeth Molt, geborene Kneer, und des Rechtsanwalts Walter Molt und Enkel des Begründers des Allgemeinen Deutschen Versicherungsvereins Carl Gottlob Molt wuchs Peter Molt in Stuttgart auf und besuchte dort das humanistische Eberhard-Ludwigs-Gymnasium. Nach dem Abitur studierte Molt ab 1949 zunächst Geschichte und Alte Sprachen an den Universitäten von Tübingen und Heidelberg. Er besuchte regelmäßig das Seminar von Alfred Weber. 1952 bis 1953 studierte er als einer der ersten deutschen Fulbright-Stipendiaten an der University of Southern California in Los Angeles (USA). In dieser Zeit stand er in Kontakt mit Max Dellbrück. Ab 1953 studierte er Soziologie, Politische Wissenschaft, Volkswirtschaft und Neuere Geschichte. 1956 wurde er mit einer von Alexander Rüstow und Dolf Sternberger betreuten Arbeit über die Gesamtdeutsche Volkspartei (GVP) in Heidelberg zum Dr. phil. promoviert.
Anschließend war er Mitglied der Forschungsgruppe Sternberger zur Erforschung der deutschen Parteien und Parlamente. An den Seminar-Sitzungen nahm er gemeinsam mit Bernhard Vogel und Helmut Kohl teil. Ab 1955 arbeitete er als Referent und Dozent für soziale Bildungsarbeit am Katholisch-Sozialen Institut Heinrich-Pesch-Haus in Mannheim. Von 1957 bis 1960 wurde er mit einem Forschungsstipendium der Universität Heidelberg unterstützt. 1960 bis 1965 war er Leiter der Politischen Akademie Eichholz. In den Jahren 1962 bis 1966 leitete er zudem das Institut für Internationale Solidarität der Konrad-Adenauer-Stiftung. 1966 bis 1970 war er Geschäftsführer des Deutschen Entwicklungsdienstes (DED) und danach von 1971 bis 1975 Leitender Beamter des Freiwilligendienstes der Vereinten Nationen (United Nations Volunteer Programme) in Genf. 1975 bis 1981 war er UNDP-Resident Representative der Vereinten Nationen zuerst in Togo, dann in Obervolta. Zwischen 1982 und 1992 war er als Ministerialbeamter Referent für Entwicklungshilfe im Innenministerium in Mainz und Beauftragter des Landes Rheinland-Pfalz für die von ihm konzipierte Partnerschaft Rheinland-Pfalz-Ruanda. Danach war Molt bis 1994 Hauptgeschäftsführer der Hilfsorganisation CARE Deutschland. Er ist weiterhin als Kuratoriumsmitglied für die Organisation tätig.
Im Jahr 1965 erhielt er das italienische Kommandanturkreuz und wurde Offizier des chilenischen Verdienstordens. Für sein Engagement auf dem Feld der Entwicklungszusammenarbeit erhielt er im Jahr 2004 das Bundesverdienstkreuz am Bande. 2009 erhielt er den Verdienstorden des Landes Rheinland-Pfalz.
Molt ist Mitglied im Kuratorium der Fridtjof-Nansen-Akademie für politische Bildung im Weiterbildungszentrum Ingelheim.
Peter Molt ist katholisch, Mitglied der CDU, heiratete 1957 Brigitte Kühnle und lebte unter anderem in Bad Honnef.

## Veröffentlichungen (Auswahl)
- zusammen mit Karlheinz Kaufmann, Helmut Kohl: Kandidaturen zum Bundestag. Die Auswahl der Bundestagskandidaten in zwei Bundesländern. Mit einem Essay über Vorschlag und Wahl von Dolf Sternberger (Politische Forschungen Band 2 hrsg. von Dolf Sternberger), Kiepenheuer und Witsch Köln  1961.
- zusammen mit Dolf Sternberger (Hrsg.): Der Reichstag vor der improvisierten Revolution. Untersuchungen zur deutschen Parlamentssoziologie vor dem Ersten Weltkrieg. Politische Forschungen Band 4, Westdeutscher Verlag Köln 1963. Online-Ausg.: ISBN 978-3-32296-234-8.
- zusammen mit Gerhard Maurer: Lateinamerika. Eine politische Länderkunde. Schriftenreihe zur Politik und Zeitgeschichte, Heft 31. Hrsg. von der Landeszentrale für politische Bildungsarbeit Berlin. Colloquium-Verlag Berlin 1968 und ergänzte Neuauflagen bis 1979. ISBN 978-3-7678-0341-1.
- Die Anfänge der Entwicklungspolitik der Bundesrepublik Deutschland in der Ära Adenauer. Forschungen und Quellen zur Zeitgeschichte Bd. 69. Droste Verlag Düsseldorf, 2017. ISBN 978-3-7700-1923-6.
- Der Reichstag vor der improvisierten Revolution. 1963.
- Latein-Amerika. Eine Analyse seiner gegenwärtigen Probleme. 1965.
- als Mitverfasser: Kandidaturen zum Bundestag. 1961.
- als Mitverfasser: Lateinamerika – eine politische Länderkunde. 4. Auflage 1972.